# 鷹站隕石
鷹站隕石是一種橄欖隕鐵，並且是鷹站子群的標本。
它是在1880年於美國肯塔基州卡羅爾縣的鷹站發現的，George F. Kunz於1887年首度描述了這顆隕石。